# سیارک ۲۴۳۱
سیارک ۲۴۳۱ (به انگلیسی: 2431 Skovoroda، نامگذاری:1978PF3) دو هزار و چهارصد و سی و یکمین سیارک کشف شده‌است که در ۸ اوت ۱۹۷۸ کشف شد.
قدر مطلق سیارک برابر ۱۲٫۸۰ است.